# One Piece: Treasure Wars
One Piece: Treasure Wars (ONE PIECE トレジャーウォーズ?, Wan Pīsu: Torejā Wōzu), è un videogioco strategico a turni uscito esclusivamente in Giappone, per WonderSwan Color, basato sul manga e anime One Piece. Il videogioco è stato prodotto e sviluppato da Bandai.

## Modalità di gioco
Nel videogioco è possibile scegliere tra uno dei personaggi della ciurma di Cappello di Paglia per giocare in uno dei cinque livelli in un gioco strategico simile al gioco dell'oca. Durante il gioco è possibile anche combattere in un minigioco contro uno degli avversari.

## Personaggi

### Utilizzabili
- Monkey D. Rufy
- Roronoa Zoro
- Nami
- Usop
- Sanji
- TonyTony Chopper

### Non utilizzabili
- Shanks
- Bagy
- Albida
- Kabaji
- Mohji
- Gaimon
- Kuro
- Creek
- Arlong
- Smoker
- Tashigi
- Miss Friday
- Mr. 9
- Nefertari Bibi
- Mr. 5
- Miss Valentine
- Wapol
- Mr. 4
- Miss Merry Christmas
- Mr. 3
- Miss Golden Week
- Mr. 2 Von Clay
- Rishito (リシトソ?) (personaggio comparso esclusivamente nel videogioco)
- Hertsung (ヘルツング?, Herutsungu) (personaggio comparso esclusivamente nel videogioco)
- Portuguese D. Ace
- Pandaman

## Accoglienza
Al momento dell'uscita, i quattro recensori della rivista Famitsū hanno dato un punteggio di 26/40.